# Phoenix Suns

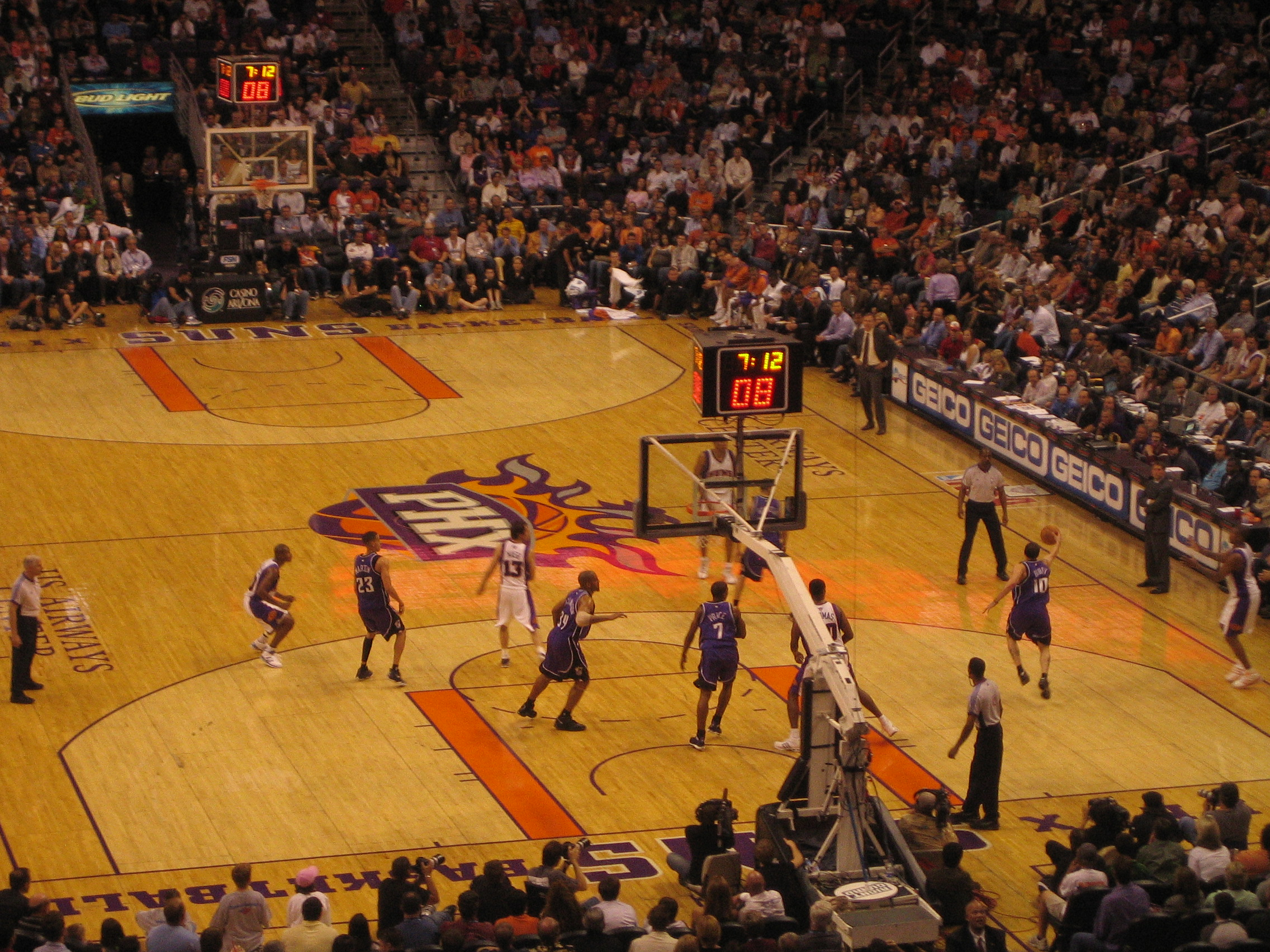
Phoenix Suns i en match mot Sacramento Kings under säsongen 2006/2007.

Phoenix Suns är en amerikansk basketorganisation, bildad 1968, vars lag är baserat i Phoenix i Arizona och spelar i NBA. De spelar sina hemmamatcher i Footprint Center.
Laget har spelat NBA-final tre gånger (säsongerna 1975/1976, 1992/1993 och 2020/2021) utan att ha lyckats att vinna mästerskapet. Alla tre gångerna förlorade de finalserien med 2–4 i matcher.
Phoenix spelar i Pacific Division i Western Conference och har gjort det sedan säsongen 1972/1973.
Man har vunnit sin Division åtta gånger (1980/1981, 1992/1993, 1994/1995, 2004/2005, 2005/2006, 2006/2007, 2020/2021 och 2021/2022) samt sin Conference tre gånger (1975/1976, 1992/1993 och 2020/2021).
Phoenix har stått som värd för NBA:s All Star-match tre gånger (1975, 1995 och 2009).
Framträdande tidigare spelare är bland andra Jason Kidd (1996–2001), Shaquille O'Neal (2008–2009), Charles Barkley (1992–1996), Steve Nash (1996–1998, 2004–2012), Amar'e Stoudemire (2002–2010) och Jason Richardson (2008–2010).

## Spelartruppen 2025/2026
Senast uppdaterad: 24 juli 2025.

Alla spelare som har kontrakt med Phoenix Suns. Spelarnas löner är i amerikanska dollar och är vad de skulle få ut om spelarna vore i NBA-truppen under hela säsongen.
| Nr                                |          | Namn              | Pos   | Lön 25/26   |        | Kontrakt | Kom till laget | Kom ifrån                      |
| --------------------------------- | -------- | ----------------- | ----- | ----------- | ------ | -------- | -------------- | ------------------------------ |
| 00                                | USA      | Royce O'Neale     | PF/SF | $10 125 000 | [ 3 ]  | 2028     | 2024           | Brooklyn Nets                  |
| 0                                 | USA      | Ryan Dunn         | SF/PF | $2 557 760  | [ 4 ]  | 2028     | 2024           | Virginia Cavaliers             |
| 1                                 | USA      | Devin Booker      | SG    | $53 142 264 | [ 5 ]  | 2030     | 2015           | Kentucky Wildcats              |
| 2                                 | Jamaica  | Nick Richards     | C     | $5 000 000  | [ 6 ]  | 2026     | 2025           | Charlotte Hornets              |
| 4                                 | USA      | Jalen Green       | SG    | $33 300 000 | [ 7 ]  | 2028     | 2025           | Houston Rockets                |
| 4                                 | USA      | Oso Ighodaro      | PF    | $1 955 377  | [ 8 ]  | 2028     | 2024           | Marquette Golden Eagles        |
| 5                                 | USA      | Mark Williams     | PF/C  | $6 276 531  | [ 9 ]  | 2026     | 2025           | Charlotte Hornets              |
| 8                                 | USA      | Grayson Allen     | SG    | $16 875 000 | [ 10 ] | 2028     | 2023           | Milwaukee Bucks                |
| 9                                 | Kanada   | Dillon Brooks     | SF/SG | $21 124 110 | [ 11 ] | 2027     | 2025           | Houston Rockets                |
| 12                                | USA      | Jared Butler      | PG    | $2 461 463  | [ 12 ] | 2026     | 2025           | Philadelphia 76ers             |
| 12                                | USA      | Collin Gillespie  | PG    | $2 378 867  | [ 13 ] | 2026     | 2024           | Denver Nuggets                 |
| 20                                | USA      | Rasheer Fleming   | PF    | $1 272 870  | [ 14 ] | 2029     | 2025           | Saint Joseph's Hawks           |
| 30                                | USA      | Jordan Goodwin    | SG    | $2 349 578  | [ 15 ] | 2026     | 2025           | Los Angeles Lakers             |
| 40                                | USA      | Nigel Hayes-Davis | SF    | $1 272 868  | [ 16 ] | 2026     | 2025           | Fenerbahçe Beko                |
| --                                | Sydsudan | Khaman Maluach    | C     | $6 016 080  | [ 17 ] | 2029     | 2025           | Duke Blue Devils               |
| Tvåvägskontrakt                   |          |                   |       |             |        |          |                |                                |
| Nr                                |          | Namn              | Pos   | Lön 25/26   |        | Kontrakt | Kom till laget | Kom ifrån                      |
| 12                                | USA      | Isaiah Livers     | SF/PF | $636 434    | [ 18 ] | 2026     | 2025           | Detroit Pistons                |
| --                                | USA      | Koby Brea         | PG/SG | $636 434    | [ 19 ] | 2026     | 2025           | Kentucky Wildcats              |
| --                                | USA      | C.J. Huntley      | PF/SF | $636 434    | [ 20 ] | 2026     | 2025           | Appalachian State Mountaineers |
| Positioner: PG – SG – SF – PF – C |          |                   |       |             |        |          |                |                                |

### Spelargalleri

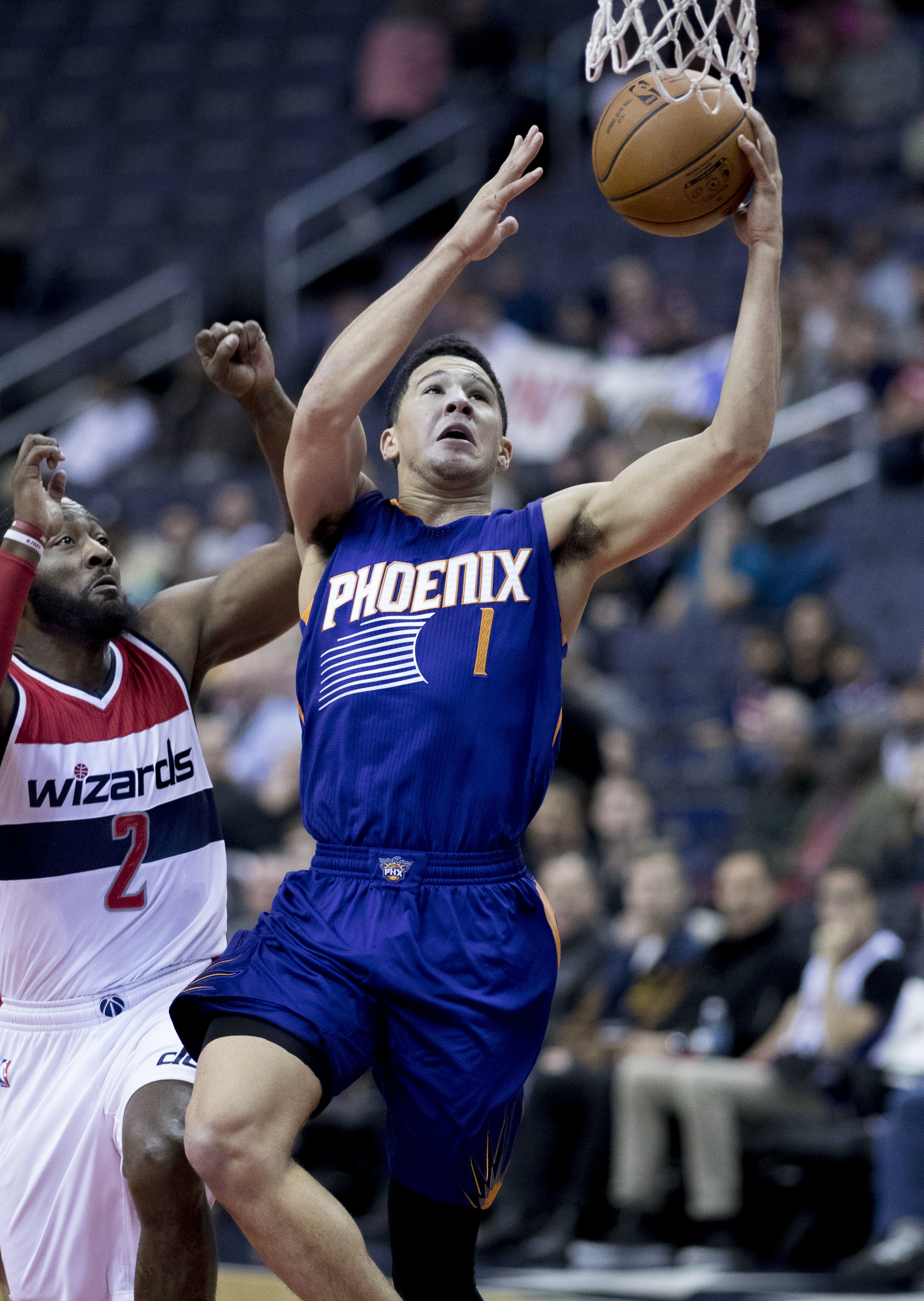
Devin Booker